# Juniorsko prvenstvo Jugoslavije u nogometu
Prvenstvo Jugoslavije u nogometu za juniore.

## FNRJ / SFRJ
Prvenstva su se igrala od 1947. do 1990. godine (s iznimkom 1958. – 1967., kad nisu održavana a igrana su samo republička i lokalna prvenstva, a za prvenstvo Jugoslavije su igrale selekcije republika i pokrajina). U prvenstvima su nastupali klubovi koji su prethodno osvojili svoja republička prvenstva ili nakon prolaska kvalifikacija.

### Prvaci
| sezona        | prvak                            |
| ------------- | -------------------------------- |
| 1947.         | Lovćen (Cetinje)                 |
| 1948.         | Radnički (Beograd)               |
| 1949.         | Vardar (Skoplje)                 |
| 1950.         | Dinamo (Zagreb)                  |
| 1951.         | BSK (Beograd)                    |
| 1952.         | Hajduk (Split)                   |
| 1953.         | Crvena zvezda (Beograd)          |
| 1954./55.     | Dinamo (Zagreb)                  |
| 1955./56.     | Partizan (Beograd)               |
| 1956./57.     | Partizan (Beograd)               |
| 1957./58.     | Partizan (Beograd)               |
| 1958. – 1967. | nije igrano                      |
| 1968.         | Partizan (Beograd)               |
| 1969.         | Crvena zvezda (Beograd)          |
| 1970.         | Hajduk (Split)                   |
| 1971.         | Hajduk (Split)                   |
| 1972.         | Dinamo (Zagreb)                  |
| 1973.         | Dinamo (Zagreb)                  |
| 1974.         | Dinamo (Zagreb)                  |
| 1975.         | Vardar (Skoplje)                 |
| 1976.         | Sutjeska (Nikšić)                |
| 1977.         | Crvena zvezda (Beograd)          |
| 1978.         | Hajduk (Split)                   |
| 1979.         | Crvena zvezda (Beograd)          |
| 1979./80.     | Crvena zvezda (Beograd)          |
| 1980./81.     | Budućnost (Titograd / Podgorica) |
| 1981./82.     | Crvena zvezda (Beograd)          |
| 1982./83.     | Crvena zvezda (Beograd)          |
| 1983./84.     | Partizan (Beograd)               |
| 1984./85.     | Hajduk (Split)                   |
| 1985./86.     | Partizan (Beograd)               |
| 1986./87.     | Vojvodina (Novi Sad)             |
| 1987./88.     | Crvena zvezda (Beograd)          |
| 1988./89.     | Rad (Beograd)                    |
| 1989./90.     | Vojvodina (Novi Sad)             |
| 1990./91.     | Radnički (Niš)                   |

### Uspješnost klubova
| Klub             | Prvak                                                  | Ukupno |
| Crvena zvezda    | 1953., 1969., 1977., 1979., 1980., 1982., 1983., 1988. | 8      |
| Partizan         | 1956., 1957., 1958., 1968., 1984, 1986.                | 6      |
| Dinamo           | 1950., 1955., 1972, 1973, 1974.                        | 5      |
| Hajduk           | 1952., 1970., 1971., 1978., 1985.                      | 5      |
| Vardar           | 1949., 1975.                                           | 2      |
| Vojvodina        | 1987., 1990.                                           | 2      |
| Lovćen           | 1946.                                                  | 1      |
| Radnički Beograd | 1948.                                                  | 1      |
| OFK Beograd      | 1951.                                                  | 1      |
| Sutjeska Nikšić  | 1976.                                                  | 1      |
| Budućnost        | 1985.                                                  | 1      |
| Rad Beograd      | 1989.                                                  | 1      |
| Radnički Niš     | 1991.                                                  | 1      |

## Poveznice i izvori
- Juniorsko prvenstvo Hrvatske u nogometu
- Omladinski kup Jugoslavije u nogometu
- Prvenstvo Jugoslavije u nogometu

- rsssf.com, Yugoslavia Youth Championship 1947-1990
- Almanah YU fudbal 90.-91, Tempo - NIP Politika, Beograd, 1991., stranice 101-102, issuu.com